# Alocobisium ocellatum
Alocobisium ocellatum är en spindeldjursart som beskrevs av Beier 1978. Alocobisium ocellatum ingår i släktet Alocobisium och familjen spinnklokrypare. Inga underarter finns listade i Catalogue of Life.